# Frankeniaceae
- Commons
- Wikispecies

Frankeniaceae é uma família de plantas angiospérmicas (plantas com flor - divisão Magnoliophyta), pertencente à ordem Caryophyllales.
A ordem à qual pertence esta família está por sua vez incluida na classe Magnoliopsida (Dicotiledóneas): desenvolvem portanto embriões com dois ou mais cotilédones.
O grupo tem apenas um género, Frankenia L..

## Sinonímia do gênero
| - Anthobryum Phil. - Beatsonia Roxb | - Hypericopsis Boiss. - Niederleinia Hieron. |

## Espécies
- Frankenia jamesii
- Frankenia johnstonii
- Frankenia palmeri
- Frankenia pauciflora
- Frankenia portulacifolia
- Frankenia pulverulenta
- Frankenia salina
- Lista completa

## Classificação do gênero Frankenia
| Sistema | Classificação                     | Referência               |
| ------- | --------------------------------- | ------------------------ |
| Linné   | Classe Hexandria, ordem Monogynia | Species plantarum (1753) |